# Jane Cederqvist
Jane Cederqvist   (Estocolm, 1 de juliol de 1945 - Estocolm, 15 de gener de 2023) va ser una nedadora sueca, especialista en estil lliure, guanyadora d'una medalla olímpica.
Cederqvist va créixer als suburbis d'Estocolm. Va aprendre a nedar als 6 anys i als 12 va començar a entrenar en un club. Al cap d'uns anys es va convertir en la millor nedadora mundial d'estil lliure, i va guanyar una medalla de bronze al Campionat Suec de Natació Júnior de 1958. El 1960 va prendre part en els Jocs Olímpics d'Estiu de Roma, on va guanyar la medalla de plata en la prova dels 400 metres lliures del programa de natació, finalitzant rere l'estatunidenca Chris von Saltza. Per aquest èxit fou guardonada amb la Medalla d'Or de Svenska Dagbladet, sent la persona més jove en rebre-la, així com la primera dona. Pocs dies després de disputar els Jocs de Roma va establir un nou rècord mundial en els 1.500 m lliures a Suècia. Just abans dels Jocs havia batut el rècord mundial del 800 metres lliures.
El 1961 va deixar la natació per centrar-se en els seus estudis. El 1970 es va llicenciar i el 1980 es va doctorar en història amb una tesi titulada Arbetare i strejk: studier rörande arbetarnas politiska mobilisering under industrialismens genombrott: Stockholm 1850–1909 (Treballadors en vaga: la mobilització política de la classe treballadora a Estocolm 1850-1909). Posteriorment va ocupar diversos llocs de treball als governs centrals i locals, com ara la Direcció Nacional de Control de la Gestió Pública durant sis anys i després directora de l'Associació d'Autoritats Locals. Des de 1994 va treballar al Ministeri d'Indústria i el 1998 es va convertir en directora del Museu d'Història de Suècia. Entre el 1999 i el 2002 va treballar pel Ministeri de Finances com a directora general de l' Agència Sueca de Fortificacions i posteriorment va treballar com a analista fiscal.